# 페이스트 (잡지)

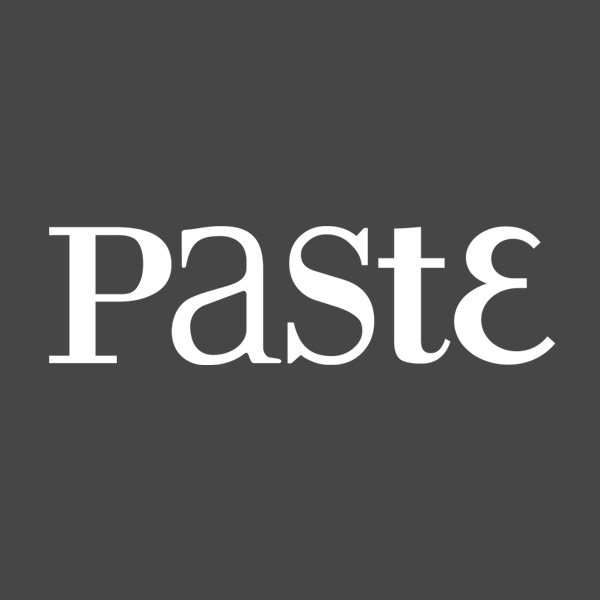

페이스트(영어: Paste)는 월간 디지털 잡지로, 음악과 엔터테인먼트에 관한 주제를 다루고 있다. 조지아주의 애틀랜타에 본사를 두고 있으며, 애틀란타와 맨해튼에 스튜디오가 존재하고, 페이스트 미디어 그룹이 소유하고 있다. 1998년 웹사이트로 시작되었으며 2002년부터 2010년까지만 종이로도 인쇄가 되었다. 현재까지는 온라인으로만 발행하고 있다.

## 콘텐츠
페이스트의 태그라인은 "음악, 영화, 문화에서의 삶의 기호"이다. 페이스트의 초점은 음악에 맞추어져 있으며, 독립 영화나 책과 함께 얼터너티브, 알메리카나 및 인디 록을 중심으로 다양한 장르의 음반을 다루었다. 원래 각 호에는 CD 음악 샘플러가 포함되어 있었지만 환경 문제로 인해 중단하였다. 폴 매카트니, 라이언 애덤스, 레지나 스펙터, 피오나 애플, 톰 요크 등 음악가가 커버를 장식하였으며, 그중 대부분은 페이스트를 도븐 캠페인에도 참여하였다.
페이스트는 2006년 비디오 게임 섹션을 추가하였으며, 그 이후로 텔레비전, 코미디, 음료(특히 수제 맥주), 정치, 여행 및 기술 분야 등으로 확대하였다. 또한 애틀란타와 뉴욕에 있는 스튜디오에서 매일 음악 공연을 스트리밍하기도 한다.